# Rekreacja

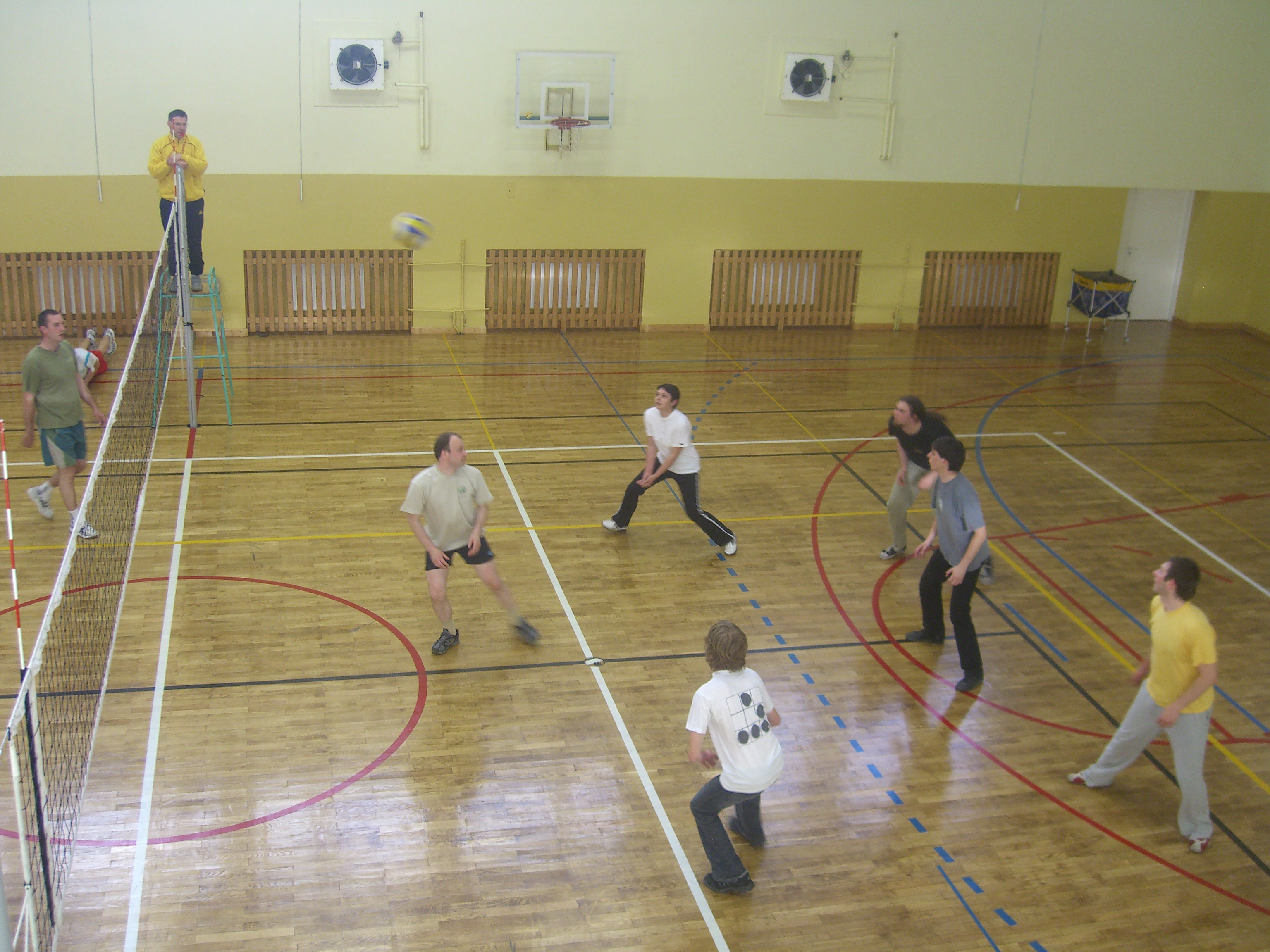
Rekreacyjna gra w piłkę siatkową podczas Konferencji Wikimedia Polska 2007

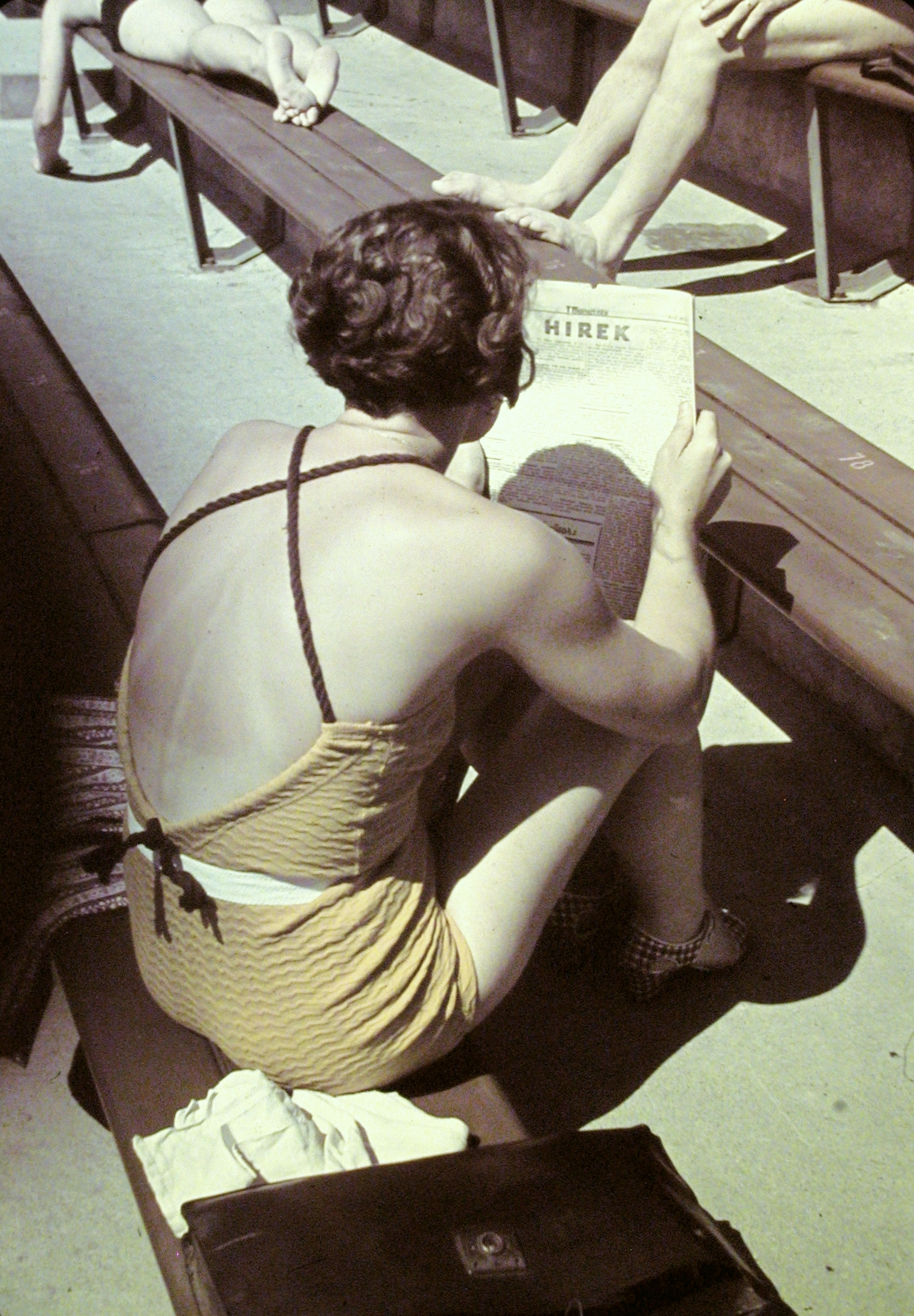
Rekreacja na basenie w Budapeszcie na Węgrzech w 1938

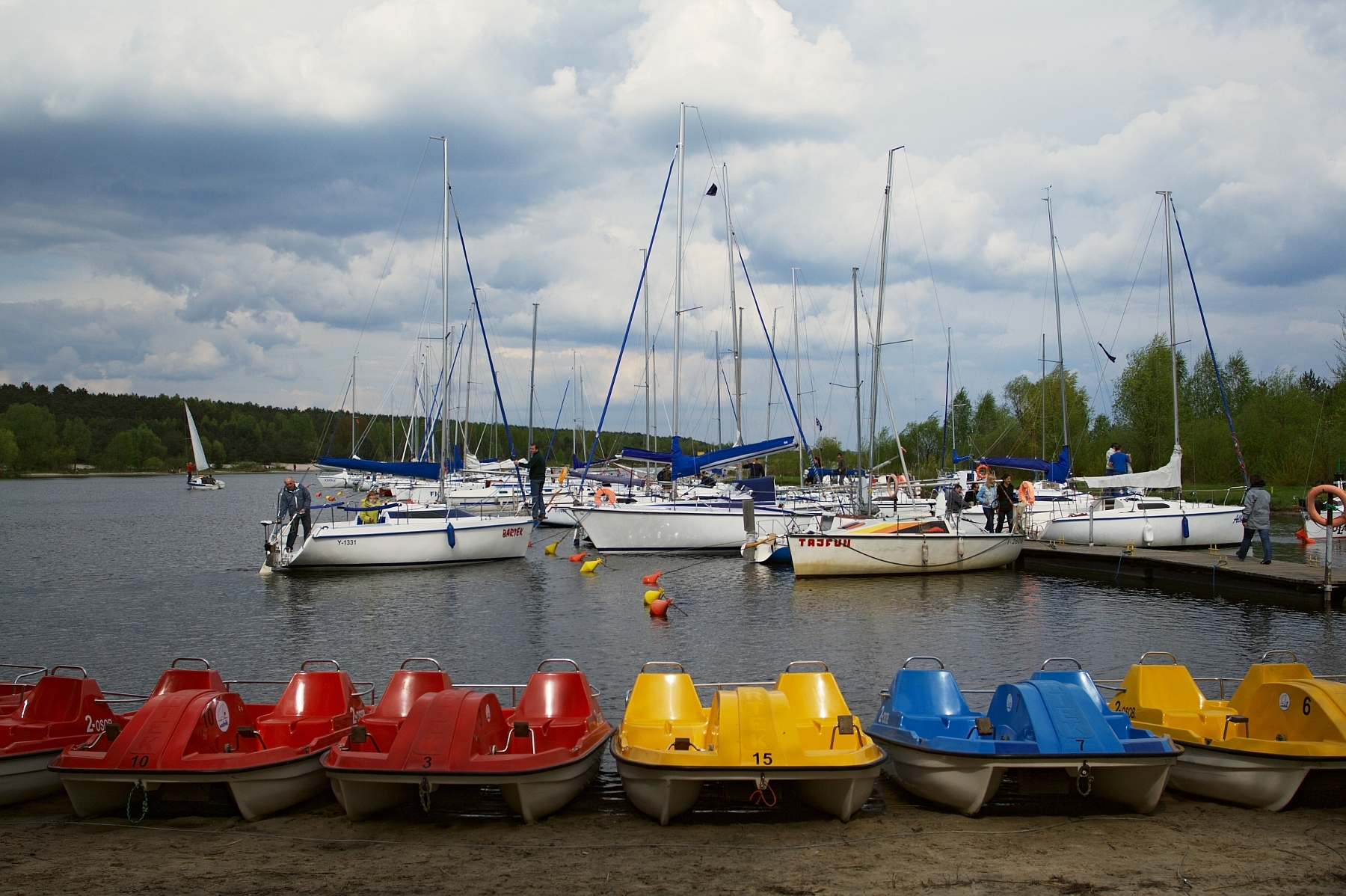
Obiekt rekreacyjny przy Zalewie Sulejowskim w okolicach Tomaszowa Mazowieckiego

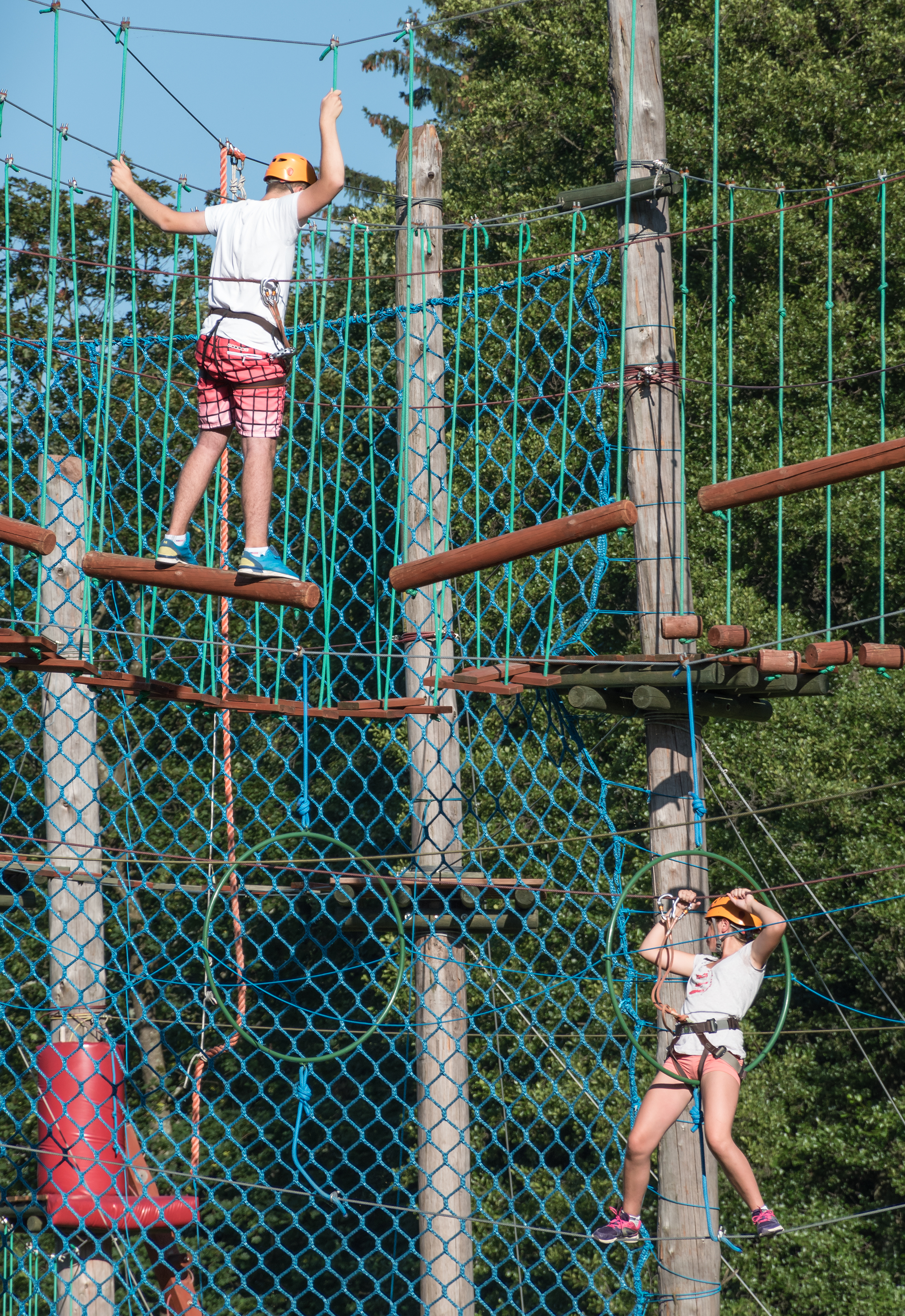
Rekreacja w parku linowym

Rekreacja, aktywny wypoczynek (łac. recreo – odnowić, ożywić) – forma aktywności fizycznej (czasami tylko umysłowej) podejmowana poza obowiązkami zawodowymi, społecznymi, domowymi i nauką. Stosowana w celu odpoczynku i rozrywki.
W literaturze podmiotu rekreację dzieli się w dwojaki sposób. Pierwszy z podziałów wyróżnia rekreację bierną (czynności pasywne, niewymagające wysiłku, ani szczególnego zaangażowania) oraz rekreację czynną (aktywność, do której niezbędny jest wysiłek fizyczny lub psychiczny). Podział ten jest jednak mało precyzyjny. Rekreacja została podzielona więc bardziej szczegółowo na: rekreację ruchową (fizyczną); rekreację twórczą; rekreację kulturalno-rozrywkową; rekreację poprzez działalność społeczną.
Przyczynia się ona do rozwoju zainteresowań i osobowości, podwyższenia aktywności fizycznej, rozładowania napięcia nerwowego oraz zapobiega chorobom cywilizacyjnym. Rekreacja z założenia jest aktywnością dobrowolną. Jej formy wynikają głównie z typu zainteresowań i miejsca pobytu człowieka.
Specyficzną formą jest rekreacja ruchowa określana czasem jako sport rekreacyjny. Jest ona formą czynnego odpoczynku i rozrywką. Cechy rekreacji można także zauważyć w niektórych formach aktywności turystycznej, nauce dla przyjemności, uprawianiu sztuki, a nawet gotowaniu. Rola rekreacji we współczesnym świecie nabiera znaczenia w związku z koniecznością zapobiegania sytuacjom stresowym, chorobom cywilizacyjnym, skracaniem czasu pracy i podnoszeniem poziomu życia.
Organizacja rekreacji ma we współczesnych państwach charakter indywidualny. Skala zjawiska jest efektem zarówno świadomości poszczególnych osób, działalności organizacji i stowarzyszeń organizujących zajęcia, zamożności społeczeństw, ale także ilości czasu wolnego – czasu pracy i dni wolnych.
W Polsce organizacją rekreacji zajmują się m.in. TKKF, PTTK, LZS, zrzeszenia i kluby sportowe oraz organizacje młodzieżowe. Organizacją o zasięgu światowym jest International Recreation Association (IRA), powstała w 1956, do której należą z polskiej strony przedstawiciele TKKF.
Rekreacja jest rozumiana jako wszelkie czynności podejmowane dla regeneracji sił, a przejawiające się w uczestniczeniu w rozrywkach kulturalnych, grach sportowych czy też różnych formach ruchu turystycznego – po godzinach zajęć służbowych czy szkolnych, poza obowiązkami społecznymi i normalnymi czynnościami domowymi.
Rekreacja – jako termin i zjawisko społeczne wydaje się być powszechnie znana i rozumiana. Kontekst znaczeniowy pojęcia „rekreacja” nie jest dyskusyjny w powszechnym tego słowa znaczeniu. Budzi natomiast kontrowersje w przypadku prób uściślenia naukowego terminu. Wąsko dawniej pojmowana rekreacja – początkowo jako popołudniowy wypoczynek uczniów (chłopców) mieszkających w szkołach z internatem pod opieką i przy czynnym udziale nauczycieli – wychowawców (Ustawa Komisji Edukacji Narodowej z 1783 roku), następnie traktowana jako synonim wczasów (Daszyńska-Golińska, 1925) – ewoluowała w kierunku rozszerzenia definicji o szereg zajęć pozornie niemających charakteru rekreacyjnego. Dzisiejsza charakterystyka tego pojęcia najogólniej odnosi się do wszelkich zajęć podejmowanych przez jednostkę w czasie wolnym. Istotne jest także, że nie rodzaj i forma wybranej aktywności decyduje o jej rekreacyjnym charakterze, a sposób traktowania i odczuwania tejże przez konkretną osobę.
Niezmiernie ważne wydaje się podkreślenie powiązania zjawiska rekreacji ze sferą czasu wolnego człowieka. Oba te pojęcia występują w zasadzie współzależnie, co oznacza, że czas wolny jest warunkiem niezbędnym do podejmowania zachowań rekreacyjnych, a zajęć rekreacyjnych nie można podejmować w czasie pracy, chociaż sama praca może w pewnych warunkach zawierać elementy rekreacji.
„Forma działania dobrowolnie wybrana przez człowieka ze względu na osobiste zainteresowania i dla własnej satysfakcji, podejmowana poza obowiązkami zawodowymi i domowymi, w czasie wolnym od pracy, jest stałym i pochodnym elementem czasu wolnego, a ten z kolei naturalnym i koniecznym dopełnieniem pracy”.

## Architektura
W architekturze – potoczne określenie przestrzeni w budynku szkolnym lub na jego zewnątrz przeznaczone na wypoczynek uczniów w przerwach międzylekcyjnych.